# Wallenstein (Knüllwald)

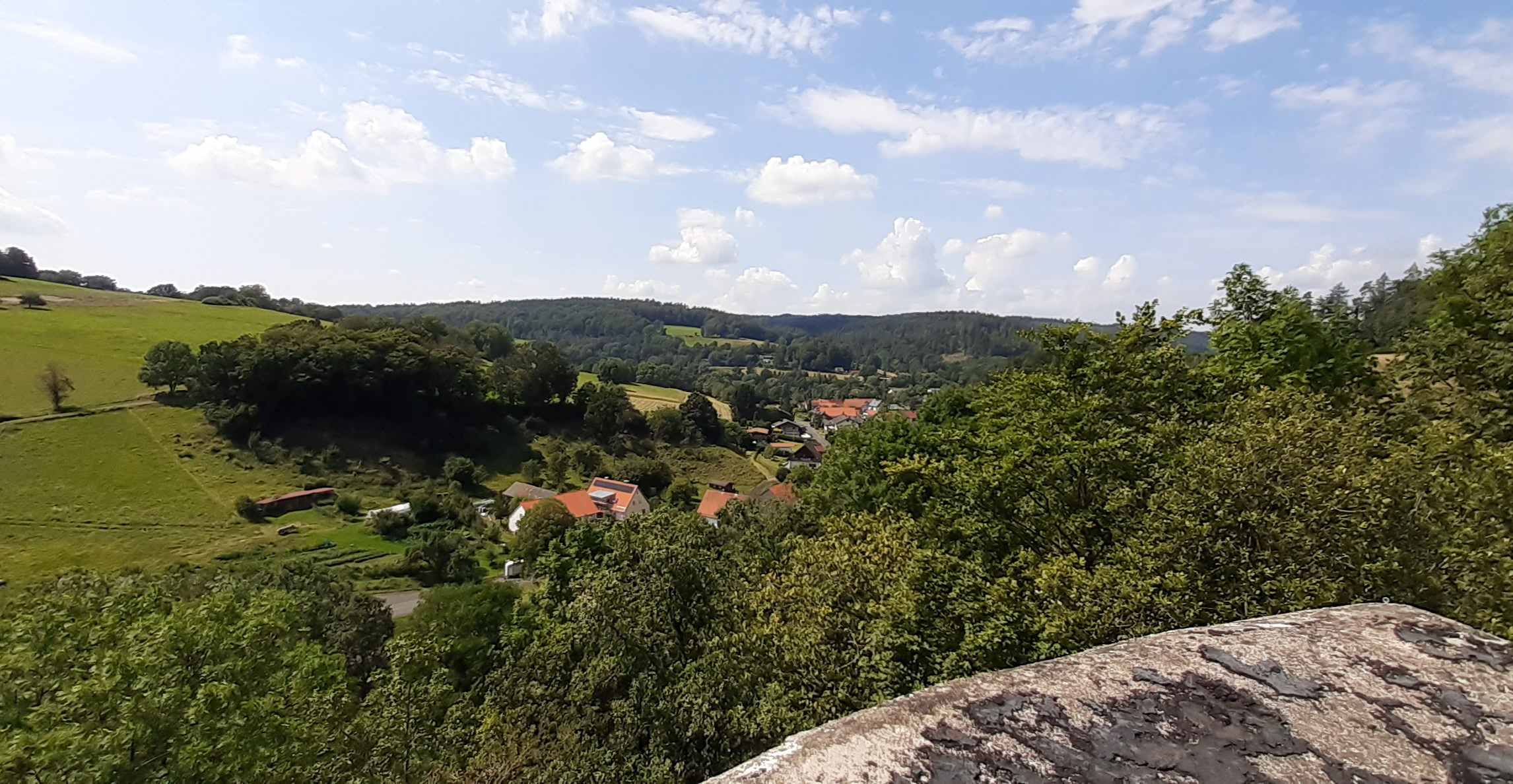
Blick auf den Ort vom Rundturm der Burgruine Wallenstein

Wallenstein ist ein Ortsteil der Gemeinde Knüllwald im nordhessischen Schwalm-Eder-Kreis.

## Geographische Lage
Wallenstein liegt im Knüllgebirge an der Efze. An deren Zufluss Lochbach liegt westlich des Dorfs die Lochbachklamm. Nordöstlich der Ortschaft verläuft die Bundesautobahn 7, hindurch führt die Landesstraße 3154.

## Geschichte
Die älteste bekannte schriftliche Erwähnung von Wallenstein erfolgte unter dem Namen de Waldenstein im Jahr 1223. Weitere Erwähnungen erfolgten unter den Ortsnamen (in Klammern das Jahr der Erwähnung): Walden steyn (1226). Waldensten (1261), Waldinstein (1267). Waldinsten (1271), Woldensteyn (1333), Walensteyn (1510) und Waldesteyn (1521).
Zum 31. Dezember 1971 fusionierte die bis dahin selbständige Gemeinde Wallenstein im Zuge der Gebietsreform in Hessen mit acht weiteren Gemeinden freiwillig zur neuen Gemeinde Knüllwald. Für die nach Knüllwald eingegliederten, ehemals eigenständigen Gemeinden wurde je ein Ortsbezirk mit Ortsbeirat und Ortsvorsteher nach der Hessischen Gemeindeordnung gebildet.

## Bevölkerung
Einwohnerstruktur 2011
Nach den Erhebungen des Zensus 2011 lebten am Stichtag, dem 9. Mai 2011, in Wallenstein 210 Einwohner. Darunter waren 6 (2,9 %) Ausländer. Nach dem Lebensalter waren 24 Einwohner unter 18 Jahren, 84 zwischen 18 und 49, 51 zwischen 50 und 64 und 51 Einwohner waren älter. Die Einwohner lebten in 108 Haushalten. Davon waren 33 Singlehaushalte, 42 Paare ohne Kinder und 24 Paare mit Kindern, sowie 9 Alleinerziehende und keine Wohngemeinschaften. In 27 Haushalten lebten ausschließlich Senioren und in 66 Haushaltungen lebten keine Senioren.
Einwohnerentwicklung
| Quelle: Historisches Ortslexikon | |
| • 1575/85:                       | 20 Hausgesesse |
| • 1648:                          | 13 Ackermanngütchen. |
| • 1742:                          | 31 Häuser |
| • 1747:                          | 32 Hausgesesse |
| • 1961                           | Erwerbspersonen: 64 Land- und Forstwirtschaft, 37 Produzierendes Gewerbe, 4 Handel und Verkehr, 10 Dienstleistungen und Sonstiges |

| Wallenstein: Einwohnerzahlen von 1834 bis 2011 | Wallenstein: Einwohnerzahlen von 1834 bis 2011 | Wallenstein: Einwohnerzahlen von 1834 bis 2011 | Wallenstein: Einwohnerzahlen von 1834 bis 2011 | Wallenstein: Einwohnerzahlen von 1834 bis 2011 |
| --- | ---------------------------------------------- | ---------------------------------------------- | ---------------------------------------------- | ---------------------------------------------- |
| Jahr |                                                |                                                |                                                | Einwohner                                      |
| 1834 | 1834                                           |                                                | 298                                            | 298                                            |
| 1840 | 1840                                           |                                                | 318                                            | 318                                            |
| 1846 | 1846                                           |                                                | 292                                            | 292                                            |
| 1852 | 1852                                           |                                                | 312                                            | 312                                            |
| 1858 | 1858                                           |                                                | 261                                            | 261                                            |
| 1864 | 1864                                           |                                                | 264                                            | 264                                            |
| 1871 | 1871                                           |                                                | 240                                            | 240                                            |
| 1875 | 1875                                           |                                                | 223                                            | 223                                            |
| 1885 | 1885                                           |                                                | 239                                            | 239                                            |
| 1895 | 1895                                           |                                                | 205                                            | 205                                            |
| 1905 | 1905                                           |                                                | 216                                            | 216                                            |
| 1910 | 1910                                           |                                                | 211                                            | 211                                            |
| 1925 | 1925                                           |                                                | 197                                            | 197                                            |
| 1939 | 1939                                           |                                                | 195                                            | 195                                            |
| 1946 | 1946                                           |                                                | 303                                            | 303                                            |
| 1950 | 1950                                           |                                                | 272                                            | 272                                            |
| 1956 | 1956                                           |                                                | 250                                            | 250                                            |
| 1961 | 1961                                           |                                                | 223                                            | 223                                            |
| 1967 | 1967                                           |                                                | 218                                            | 218                                            |
| 1980 | 1980                                           |                                                | ?                                              | ?                                              |
| 1990 | 1990                                           |                                                | ?                                              | ?                                              |
| 2000 | 2000                                           |                                                | ?                                              | ?                                              |
| 2011 | 2011                                           |                                                | 210                                            | 210                                            |
| Datenquelle: Historisches Gemeindeverzeichnis für Hessen: Die Bevölkerung der Gemeinden 1834 bis 1967. Wiesbaden: Hessisches Statistisches Landesamt, 1968. Weitere Quellen: LAGIS; Zensus 2011 |                                                |                                                |                                                |                                                |

Historische Religionszugehörigkeit
| Quelle: Historisches Ortslexikon |                                                                    |
| • 1861:                          | alle Einwohner evangelisch-reformiert                              |
| • 1885:                          | 239 evangelische (= 100 %) Einwohner                               |
| • 1961:                          | 193 evangelische (= 86,55 %), 24 katholische (= 10,76 %) Einwohner |

## Politik
Für Wallenstein besteht ein Ortsbezirk (Gebiete der ehemaligen Gemeinde Wallenstein) mit Ortsbeirat und Ortsvorsteher nach der Hessischen Gemeindeordnung. Der Ortsbeirat besteht aus sieben Mitgliedern.
Bei den Kommunalwahlen in Hessen 2021 betrug die Wahlbeteiligung zum Ortsbeirat Wallenstein 69,32 %. Alle Kandidaten gehörten der „Gemeinschaftsliste Wallenstein“ an. Der Ortsbeirat wählte Jendrik Haas zum Ortsvorsteher.

## Sehenswürdigkeiten

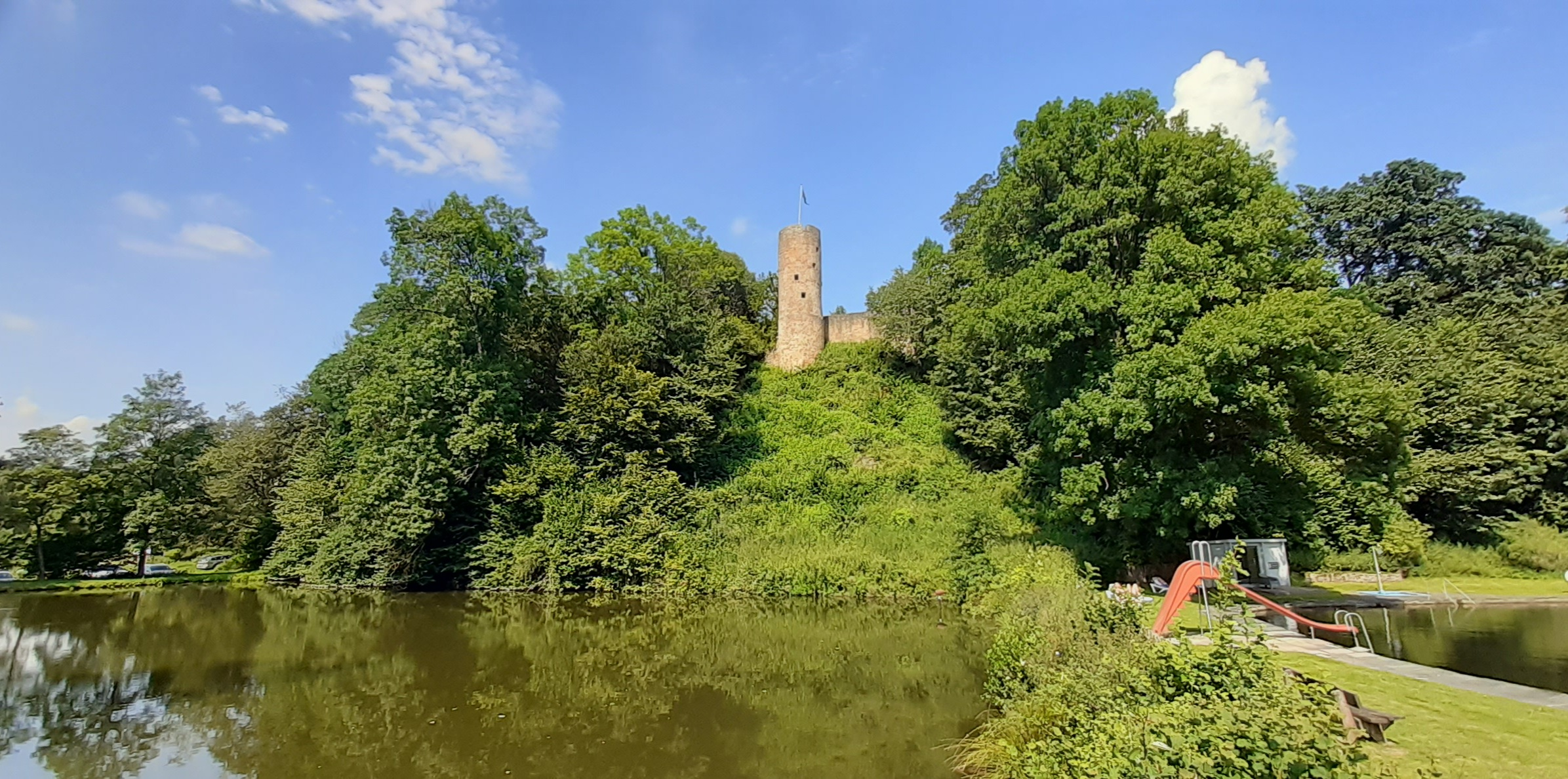
Blick über Teich und Waldbad zur Burgruine

- Südwestlich des Ortes liegt in einem kleinen Seitental der Efze die namensgebende, im 12. Jahrhundert erbaute und 1637 zerstörte Burg Wallenstein.
- Die Lochbachklamm, deren Gesteinswände aus rotem Buntsandstein bestehen und teilweise überhängend sind, befindet sich westlich der Ortschaft.[8]
- Südöstlich des Ortes und unterhalb der Burgruine befindet sich ein Waldbad, daneben ein größerer Campingplatz